# Francesco Primaticcio

O Estupro de Helena

Francesco Primaticcio (1504 - 1570) foi um pintor, arquiteto e escultor do Maneirismo italiano que passou a maior parte de sua carreira na França. 
Nasceu em Bolonha, estudou com Giulio Romano em Mântua e tornou-se aluno de Innocenzo da Imola, antes de assegurar uma posição na corte de Francisco I de França em 1532.
Junto com Rosso Fiorentino, foi um dos mais importantes artistas a trabalhar no Château de Fontainebleau (onde é parte da chamada "Primeira Escola de Fontainebleau"), passando a maior parte de sua vida lá. Após a morte de Rosso, em 1540, Primaticcio tornou-se diretor de Fontainebleau, sendo ajudado por artistas como Nicolò dell'Abate. Francisco I o enviou para a Itália em 1540 e 1545 para obter os moldes das obras de grandes escultores das coleções papais para decorar os jardins de Fontainebleau. 
Primaticcio continuou como pintor da corte para o herdeiro de Francisco, Henrique II de França e Francisco II de França.  Sua obra-prima, a Salle d'Hercule, em Fontainebleau, foi executada de 1530 a 1559.
A arte de Primaticcio influenciou a arte francesa pelo resto de século. Trabalhou com arquitetura no final de sua vida. 